# Hushe
Der Hushe ist ein rechter Nebenfluss des Shyok im pakistanischen Sonderterritorium Gilgit-Baltistan.
Der Hushe entwässert die Masherbrum-Berge nach Süden hin. Er entsteht am Gletschertor des Gondogorogletschers. Von dort strömt er in südlicher Richtung durch das im südlichen Karakorum gelegene Hushe-Tal. Die Ortschaft Hushe liegt am Flusslauf. Weitere größere Gletscher, die den Fluss speisen, sind der Charakusagletscher (von links), sowie der Masherbrumgletscher, der Alinggletscher und der Kandegletscher (von rechts). Etwa 10 km oberhalb der Mündung bei der Ortschaft Haldi trifft der Saltoro-Fluss von Osten kommend auf den Hushe. Nach insgesamt 50 km mündet der Hushe unweit von Khaplu in den nach Westen strömenden Shyok, ein rechter Nebenfluss des Indus.